# San Antonio Rampage
San Antonio Rampage – amerykański klub hokeja na lodzie z siedzibą w San Antonio, Teksas, grający w lidze AHL. Klub jest zespołem farmerskim dla St. Louis Blues w NHL oraz ma afiliacje z Tulsa Oilers w ECHL.

## Historia
W 2000 zaczęła się konstrukcja hali SBC Center. W partnerstwie z Florida Panthers, Spurs Sports & Entertainment wykupili nieaktywny klub Adirondack Red Wings i przenieśli do San Antonio.
30 lipca 2005, Spurs wykupili udziały Florida Panthers, i przez to stali się całkowitymi właścicielami Adirondack Red Wings.
W 2017 zostało podane że Colorado Avalanche wypromowali Colorado Eagles z ECHL do AHL i Rampage zostali zespołem farmerskim dla St. Louis Blues, zaczynając od sezonu 2018/19.
Po zakończeniu sezonu 2010/11 San Antonio zostało bez klubu partnerskiego, ponieważ Coyotes zmienili swój klub farmerski na Portland Pirates.
29 czerwca 2010, Rampage zostali klubem farmerskim Florida Panthers po raz drugi.
20 marca 2015, Florida Panthers podpisali umowę o afiliacji z Portland Pirates, zaczynając od sezonu 2015/16. To automatycznie oznaczało koniec współpracy z Rampage po raz drugi. 
W niespełna miesiąc później, 17 kwietnia 2015, Rampage i Avalanche poinformowali o podpisaniu 5-letniego kontraktu o afiliacji.
Ponieważ w 2017 St. Louis Blues nie mieli oficjalnego zespołu farmerskiego w AHL, obydwa kluby z NHL wysyłały swoich perspektywicznych zawodników do San Antonio Rampage.